# Paulina Kawalec
Paulina Kawalec (ur. 24 stycznia 1987) – polska piłkarka, grająca na pozycji środkowej obrończyni.

## Kariera piłkarska
Pochodzi z Dorohuska, według własnej relacji grać w piłkę nożną zaczęła w drugiej klasie gimnazjum. Zawodniczka klubów Czarni Sosnowiec, Cisy Nałęczów, AZS Biała Podlaska, RTP Unia Racibórz, obecnie w Górniku Łęczna.
W reprezentacji Polski debiutowała 14 kwietnia 2007, wcześniej 13 razy występowała w reprezentacji U-19 i 5 razu w U-16. W drużynie seniorskiej rozegrała 5 meczów. Uczestniczka eliminacji do Mistrzostw Europy 2009.

## Kariera trenerska
Od 2024 roku pełni funkcję selekcjonerki reprezentacji Polski U-17 w piłce nożnej kobiet, wcześniej, od 2019 roku, prowadziła reprezentację Polski U-15. Pracuje w Lubelskim Związku Piłki Nożnej, jest także trenerką w Akademii Piłkarskiej Górnika Łęczna.